# Sydamerika
Sydamerika är en världsdel som utgör den södra delen av den amerikanska dubbelkontinenten, med Stilla havet i väster, Atlanten i öster, Antarktis i söder och Karibiska havet i norr. Sydamerika har en landyta på cirka 17 814 000 km², vilket är nästan 3,5 procent av jordens totala yta. Som gräns till Nordamerika räknar man vanligen landgränsen mellan Colombia och Panama, men ibland räknar man att gränsen går vid Panamakanalen. Centralamerika (det vill säga från Mexiko i norr till Panama i söder) räknas därför till Nordamerika. När det gäller Latinamerika dras istället gränsen mellan Mexiko och USA, då begreppet Latinamerika är mer kulturellt och språkligt baserat.

## Geografi

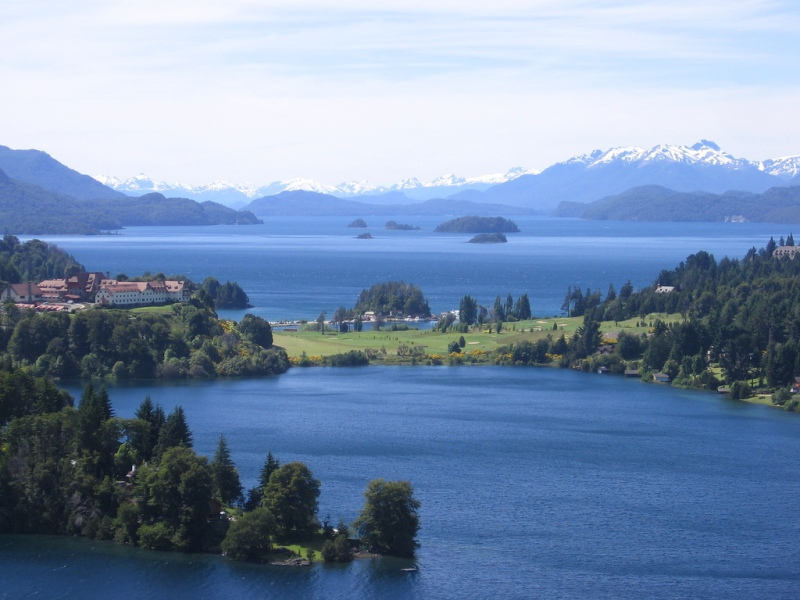
Patagonien (Argentina).

Klassificeringen av Sydamerika som kontinent debatteras, då vissa delar av världen ser Amerika som en stor världsdel, och Nord-, Central- och Sydamerika som subkontinenter. I andra delar av världen klassificeras Nord- och Sydamerika som kontinenter medan Amerika ses som en superkontinent. Att klassificera Sydamerika som subkontinent, kontinent eller del av superkontinent är till stor del baserat på regionala preferenser.
Geologiskt sett fästes Sydamerika med Nordamerika relativt nyligen, i och med Panamanäsets bildande för ungefär tre miljoner år sedan. Anderna, som är en geologiskt sett ung och seismologiskt orolig bergskedja, löper längs med kontinentens västra kant. Områdena öst om Anderna är till stor del tropisk regnskog, och Amazonfloden löper där. Kontinenten innehåller också torra öknar, såsom Patagonien och den extremt torra Atacamaöknen.
Sydamerika har betydande naturresurser med tillgång till nästan alla metaller. I Carajásbergen i Brasilien finns vad som förmodligen är världens största järnmalmsreserv, tillsammans med stora förekomster av koppar, mangan, nickel, guld och bauxit. Stora bauxittillgångar finns också i Guyana och Surinam. I Anderna finns, förutom tenn, guld och silver mycket stora reserver av porfyrkoppar. Chile och Peru har tillsammans ungefär 25  procent av världens kopparreserver. Av icke-metaller finns större tillgångar av fosfat, nitrat och salt i Sydamerikas torrområden.
Brasilien är Sydamerikas största land, till såväl yta som folkmängd. Det näst största är Argentina. Det högsta berget är Aconcagua, som också är det högsta berget i världen när man bortser från Asien. Insjön Laguna del Carbón som ligger 105 m u.h. är den lägsta öppna platsen på land såväl på den sydamerikanska kontinenten som på hela Södra halvklotet och på hela Västra halvklotet

### Floder
1. 7 025 km - Amazonfloden, Peru/Colombia/Brasilien/Ecuador[23][24][25]
2. 4 880 km - Paraná, Brasilien/Paraguay/Argentina[26]
3. 3 380 km - Madeira, Bolivia/Brasilien[27]
4. 3 100 km - Juruá, Peru/Brasilien[28]
5. 2 960 km - Purus, Peru/Brasilien (2 948 km) (3 210 km)[29]
6. 2 820 km - Yapura, Colombia/Brasilien[28]
7. 2 740 km - Orinoco, Venezuela[30]
8. 2 450 km - Tocantins, Brasilien (2 416 km) (2 640 km)[27]
9. 2 250 km - Rio Negro, Sydamerika[28]
10. 2 100 km - Xingu, Brasilien[31]
11. 1 930 km - Tapajós, Brasilien[28][27]
12. 1 910 km - Araguaia, Brasilien (biflod till Tocantins)[27]
13. 1 737 km - Marañón, Peru[29]
14. 1 610 km - Içá (Putumayo), Sydamerika[28]
15. 1 300 km - Iriri, Brasilien (biflod till Xingu)
16. 1 240 km - Juruena, Brasilien (biflod till Tapajós)[27]
17. 1 210 km - Guaporé, Brasilien/Bolivia (biflod till Madeira)[28]
18. 1 080 km - Huallaga, Peru (biflod till Marañón)[29]
19. 1 060 km - Madre de Dios, Peru/Bolivia (biflod till Madeira)[27]

## Natur
Sydamerika ingår i den neotropiska regionen, eller neotropikerna, vilket är en av de åtta djurgeografiska regioner som jordens landmassa indelas i. Den neotropiska regionen omfattar Sydamerika, Centralamerika och Karibien.
Det tropiska regnskogsområdet Amazonas är världens största regnskog, och omfattar mer än hälften av jordens återstående regnskogar (2015). Det är tillika världens artrikaste plats, både när det gäller växter och djur. Det mest exceptionella exemplet är insekterna. Nya, tidigare okända, insektsarter upptäcks fortfarande i Amazonas.

### Fauna
Den neotropiska regionen är den rikaste av världens alla djurregionerna. Faunan är en blandning av den isolerade fauna som levt kvar från tertiär-perioden och som fått utvecklas ostört, och sentida invandrare norrifrån. Invandringen från Nordamerika började under kvartär-perioden och medförde att ett antal djurgrupper slogs ut, bland annat jättesengångarna. Antalet endemiska arter är påfallande högt.
Några få exempel på djur i Sydamerika är alpacka, lama, anakonda, sötvattensdelfiner, krokodiler, pilgiftsgrodor, tukaner, jaguarer, pirayor, puma, chinchilla, kondor och fyra av världens fem arter av tapir.
Sydamerika kallas emellanåt fåglarnas, fiskarnas och fjärilarnas kontinent. Det finns cirka 3 000 fågelarter och 2 700 fiskarter i Sydamerika. Nanduer, tinamofåglar eller stubbstjärthöns, hoatzinfåglar, tukaner, myrfåglar, ugnfåglar och kotingor är några av ungefär 30 endemiska fågelfamiljer. Världens samtliga cirka 320 kolibriarter förekommer i Sydamerika, varav ett dussin även når upp till Nordamerika.
Studier av DNA från de flesta levande familjer av fågelarter på jorden har jämförts med fågelfossil tillbaka till dinosauriernas tid. Det har gett forskarna belägg för att våra nutida fåglars utveckling startade för ungefär 90 miljoner år sedan i Sydamerika.

### Flora
Regnskogarna i norra Sydamerika är förmodligen jordens artrikaste ekosystem. Bara Ecuador, med en yta på ungefär 280 000 kvadratkilometer, beräknas ha ungefär 15 000 arter av fröväxter och Brasilien närmare 40 000 arter. Viktiga växtfamiljer i Sydamerika är palmer, paranötsväxter, panamahattsväxter, krasseväxter, orkidéer och ananasväxter. Från regnskogarna i Amazonas kommer ursprungligen gummiträdet och jättenäckrosorna.
Många nyttoväxter kommer från norra Sydamerika, till exempel majs, kakao, ananas, tomat, paprika, avokado och passionsfrukt. Potatisen kommer från Anderna, i Peru och Bolivia.

## Historia
Sydamerika var troligen den sista världsdelen som befolkades med undantag för Antarktis. Sydamerika befolkades genom Panamanäset norrifrån, och man har uppskattat att människan hade nått Kap Horn vid 11 000 f.Kr. De äldsta kvarlevorna av människor som har hittats i Sydamerika uppvisar likheter med aboriginer i Australien, vilket tyder på att det var därifrån de första invånarna kom, och det lär ha gjorts fynd av uppemot 50 000 år gamla spår efter mänsklig verksamhet, vilket är långt tidigare än när det kom dit människor via Nordamerika från Asien.
Folk från Asien migrerade in med början ungefär 14 500 f.Kr. och verkar då i stort sett ha utrotat urbefolkningen; folk på Eldslandet och botocudofolket i centrala Brasilien bär på de första aboriginamerikanarnas gener.[källa behövs]
De tidigaste tecknen på jordbruk är från cirka 6500 f.Kr., då potatis, bönor och chilipeppar började odlas i Amazonasbäckenet. Maniok började odlas på 2000-talet f.Kr.. De första djuren som tämjdes var lamor och alpackor i Andernas högländer omkring 3500 f.Kr.. De användes både för transport och som mat, medan marsvin domesticerades som matkälla. Fiske blev under 2000-talet f.Kr. en allt viktigare näringskälla för befolkningen längs kusterna. Jordbruket utvecklades också, konstbevattning började användas tillsammans med nya grödor som mjölmålla, majs och limaböna. Bomull odlades för tillverkning av kläder. Vid början av det första millenniet e.Kr. bodde det redan tiotals miljoner människor i Sydamerika.
Från 1500-talet och framåt koloniserades och befolkades Sydamerika av vita européer och de afrikanska slavar som de förde med sig. Det var huvudsakligen från Spanien och Portugal som kolonisationen skedde. Den orsakade en demografisk katastrof med konflikter som kom att prägla hela den efterkoloniala tiden. En exploatering av befolkning och naturresurser i Sydamerika kom snabbt igång med början från 1530-talet. Den drevs av conquistadorerna, först de spanska och sedan de portugisiska. Dessa två nationer gjorde anspråk på det nya landet och dess resurser och delade upp det i kolonier.
Man har beräknat att före européernas ankomst i början av 1500-talet bodde det uppskattningsvis 30 miljoner människor i Sydamerika. De infödda hade inte någon motståndskraft mot de europeiska sjukdomar (smittkoppor, influensa, mässling och tyfus), som conquistadorerna förde med sig. Detta, tillsammans med ett ökänt feodalsystem kallat encomienda, ett grymt system med slavarbete på plantager och i gruvor, reducerade kraftigt den amerikanska ursprungsbefolkningen under den spanska överheten. För att ersätta den förlorade arbetskraften importerades därför slavar från Afrika. Efter cirka 200 år hade den ursprungliga befolkningen reducerats till 10-15 procent av den ursprungliga.
Under 1800-talet blev de flesta sydamerikanska länderna självständiga, men många av dem är fortfarande unga som demokratier. Några länder erhöll inte självständighet förrän på 1900-talet:
- Panama, från Colombia 1903[40]
- Guyana, från Storbritannien 1966[41]
- Surinam, från Nederländerna 1975[42]
- Trinidad och Tobago, från Storbritannien 1962[43][44]

Franska Guyana är dock alltjämt ett franskt utomeuropeiskt departement.
Under 1960- och 70-talen styrdes de flesta länderna av militärdiktaturer, där tortyr och avrättningar var vanliga. Under 1970-talet startades också flera olika gerillarörelser.

## Politisk indelning
| \| Land eller territorium med flagga \| Area (km²)[47] \| Befolkning (juli 2016 ca.)[47] \| Befolkningstäthet (inv. per km2)[47] \| Huvudstad \| \| ----------------------------------------------------------------------------------------------------------------------------------------- \| -------------- \| ------------------------------ \| ------------------------------------ \| -------------------- \| \| Argentina \| 2 780 400 \| 43 886 748 \| 15,8 \| Buenos Aires \| \| Bolivia \| 1 098 581 \| 10 969 649 \| 10,0 \| La Paz och Sucre[48] \| \| Brasilien \| 8 515 770 \| 205 823 665 \| 24,2 \| Brasília \| \| Chile[49] \| 756 102 \| 17 650 114 \| 23,3 \| Santiago \| \| Colombia \| 1 138 910 \| 47 220 856 \| 41,5 \| Bogotá \| \| Ecuador \| 283 561 \| 16 080 778 \| 56,7 \| Quito \| \| Falklandsöarna1 \| 12 173 \| 2 931[50] \| 0,2 \| Stanley \| \| Franska Guyana2 \| 83 534 \| 262 527[51] \| 3,1 \| Cayenne (prefektur) \| \| Guyana \| 214 969 \| 735 909 \| 3,4 \| Georgetown \| \| Paraguay \| 406 752 \| 6 862 812 \| 16,9 \| Asunción \| \| Peru \| 1 285 216 \| 30 741 062 \| 23,9 \| Lima \| \| Surinam \| 163 820 \| 585 824 \| 3,6 \| Paramaribo \| \| Sydgeorgien och Sydsandwichöarna3 \| 3 903 \| 0 \| 0,0 \| King Edward Point \| \| Uruguay \| 176 215 \| 3 351 016 \| 19,0 \| Montevideo \| \| Venezuela \| 912 050 \| 30 912 302 \| 33,9 \| Caracas \| \| Total \| 17 831 956 \| 415 086 193 \| 23,3 \| \| \| 1 Storbritanniens utomeuropeiska territorier[52] 2 Frankrikes utomeuropeiska departement 3 Storbritanniens utomeuropeiska territorier[53] \| \| \| \| \| | · Buenos Aires La Paz Sucre Brasília Santiago Bogotá Quito Stanley · Cayenne Georgetown Asunción Lima King Edward Point Paramaribo Montevideo Caracas Sydamerikas huvudstäder på kartan över Sydamerika. |                            |                                  |                     |
| Land eller territorium med flagga | Area (km²) | Befolkning (juli 2016 ca.) | Befolkningstäthet (inv. per km2) | Huvudstad           |
| Argentina | 2 780 400 | 43 886 748                 | 15,8                             | Buenos Aires        |
| Bolivia | 1 098 581 | 10 969 649                 | 10,0                             | La Paz och Sucre    |
| Brasilien | 8 515 770 | 205 823 665                | 24,2                             | Brasília            |
| Chile | 756 102 | 17 650 114                 | 23,3                             | Santiago            |
| Colombia | 1 138 910 | 47 220 856                 | 41,5                             | Bogotá              |
| Ecuador | 283 561 | 16 080 778                 | 56,7                             | Quito               |
| Falklandsöarna1 | 12 173 | 2 931                      | 0,2                              | Stanley             |
| Franska Guyana2 | 83 534 | 262 527                    | 3,1                              | Cayenne (prefektur) |
| Guyana | 214 969 | 735 909                    | 3,4                              | Georgetown          |
| Paraguay | 406 752 | 6 862 812                  | 16,9                             | Asunción            |
| Peru | 1 285 216 | 30 741 062                 | 23,9                             | Lima                |
| Surinam | 163 820 | 585 824                    | 3,6                              | Paramaribo          |
| Sydgeorgien och Sydsandwichöarna3 | 3 903 | 0                          | 0,0                              | King Edward Point   |
| Uruguay | 176 215 | 3 351 016                  | 19,0                             | Montevideo          |
| Venezuela | 912 050 | 30 912 302                 | 33,9                             | Caracas             |
| Total | 17 831 956 | 415 086 193                | 23,3                             |                     |
| 1 Storbritanniens utomeuropeiska territorier 2 Frankrikes utomeuropeiska departement 3 Storbritanniens utomeuropeiska territorier | |                            |                                  |                     |

## Demografi

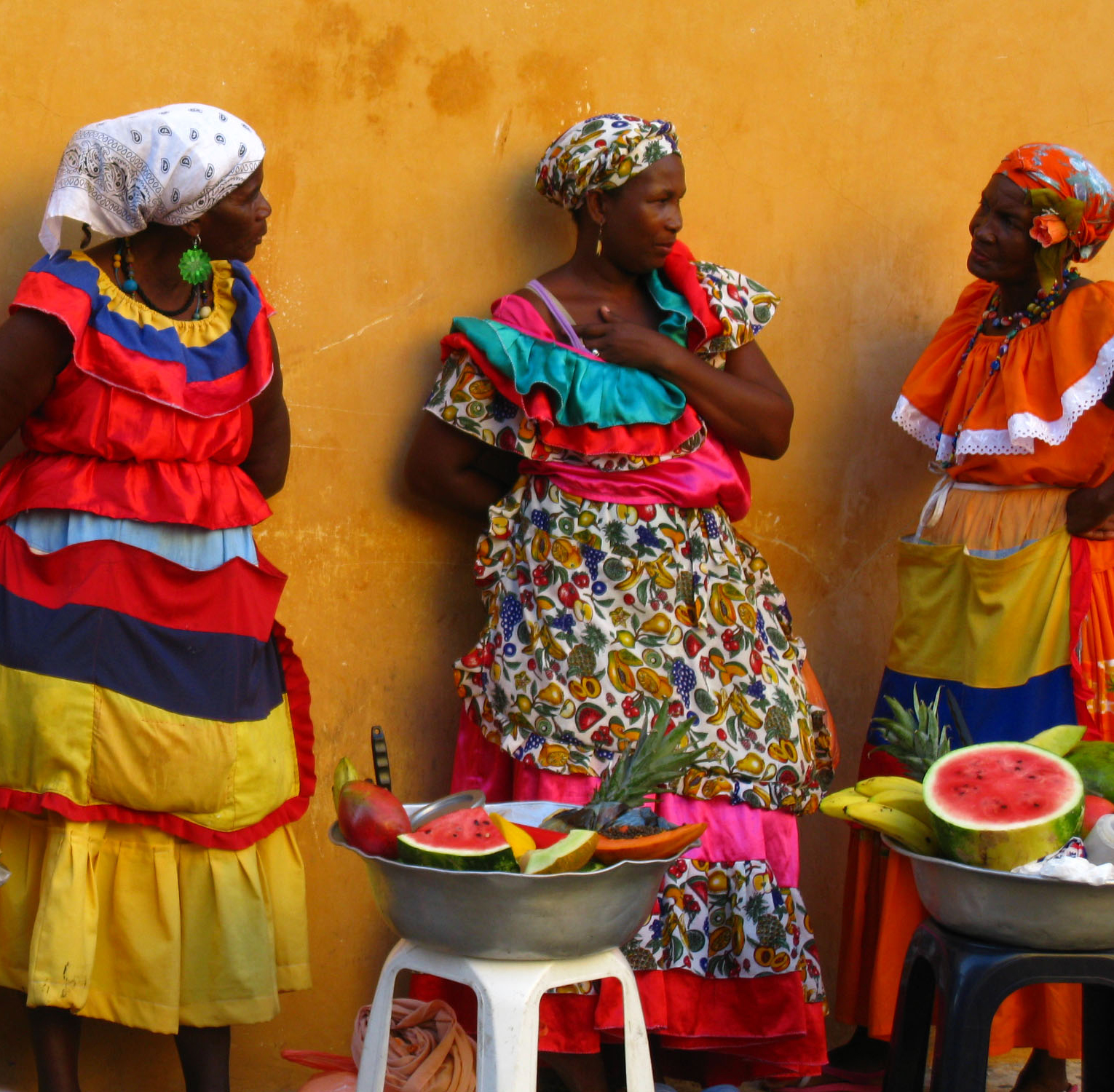
Afro-colombianska fruktförsäljare i Cartagena.

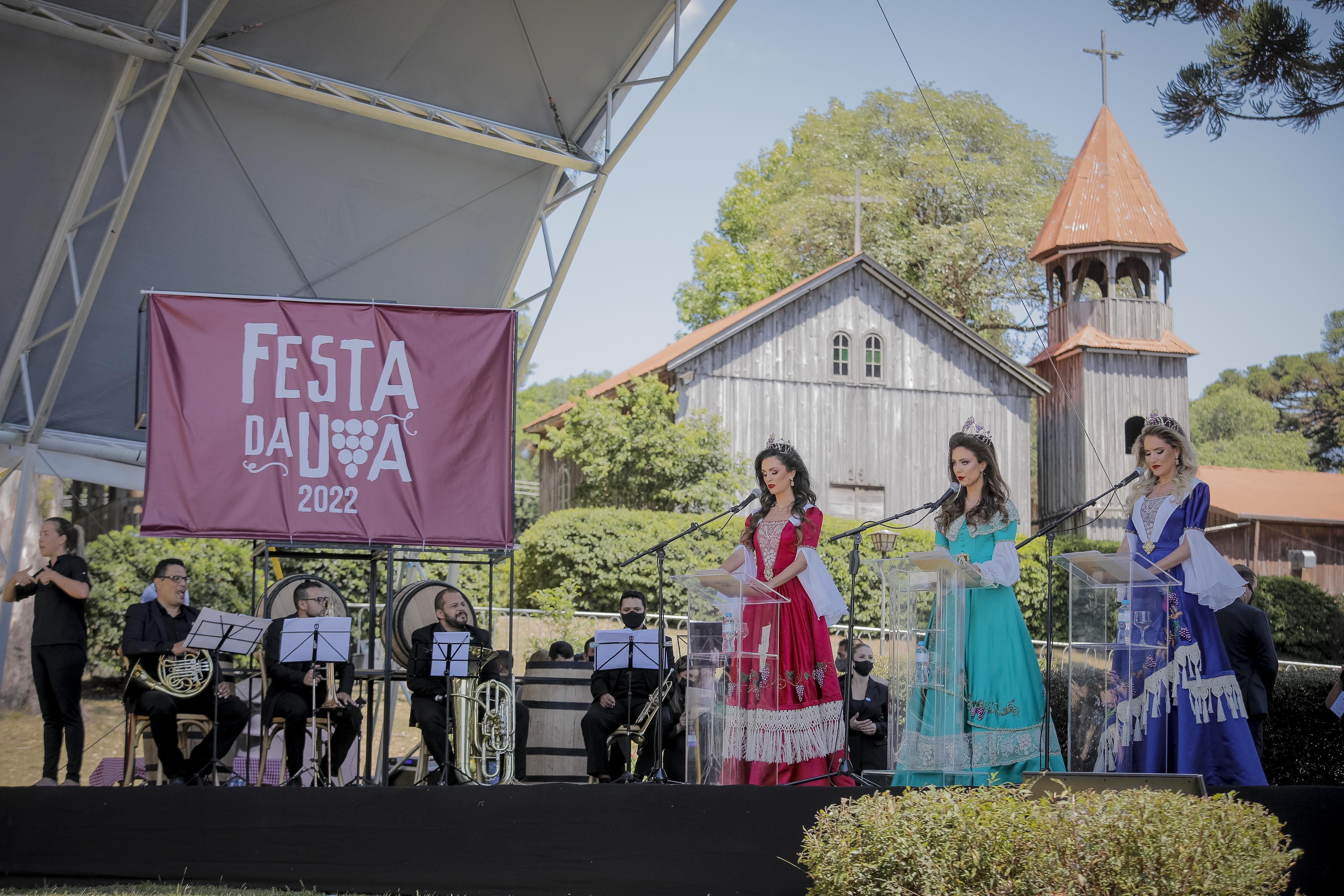
Personer från den italiensk-brasilianska befolkningen under druvfestivalen i Caxias do Sul.

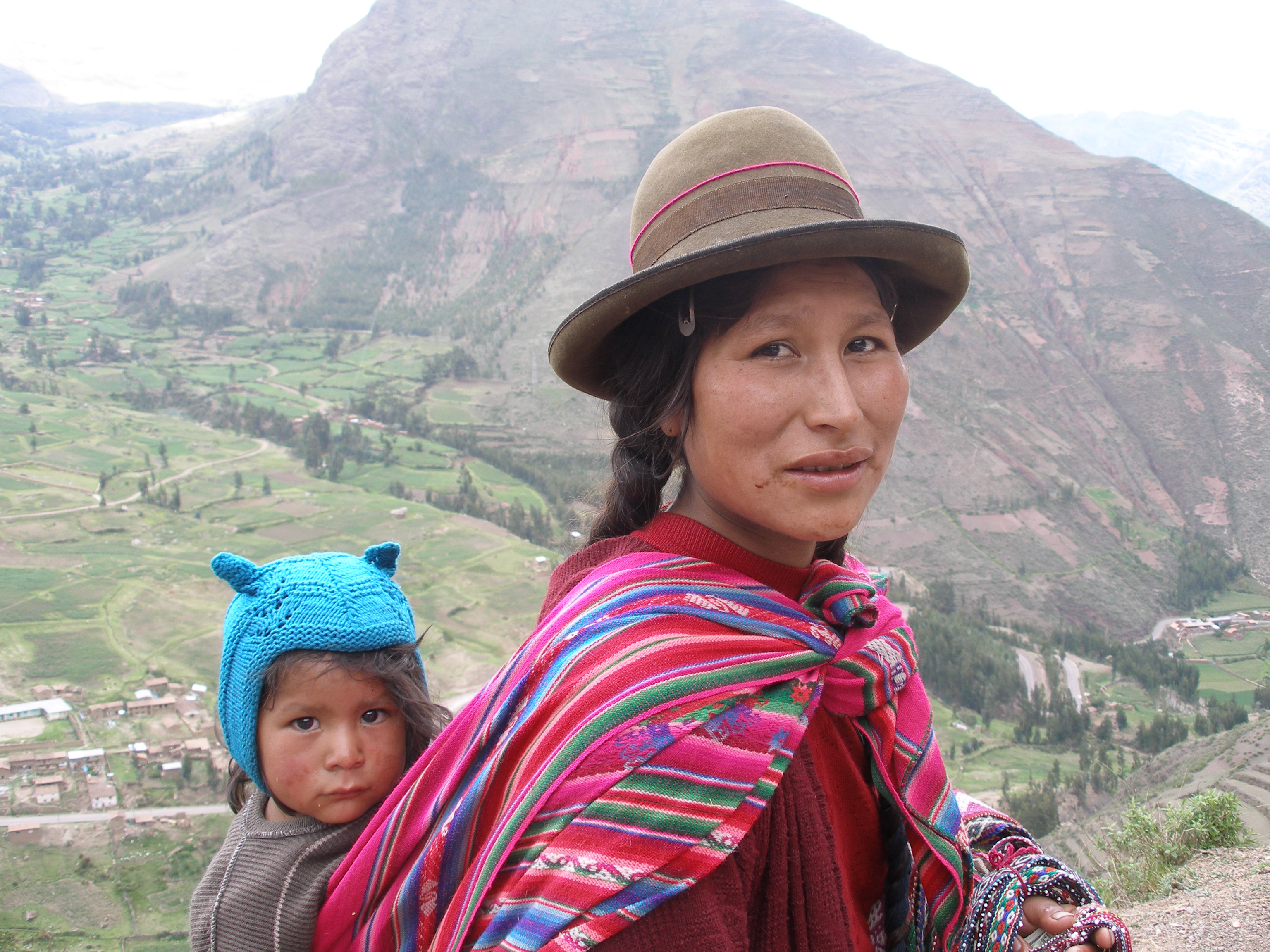
Peruansk kvinna av indiansk härkomst och hennes son.

Sydamerika har mer än 423 miljoner invånare och en befolkningstillväxt på ungefär 0,6 procent per år.
Blandningen av olika folkslag är stor i Sydamerika. I Argentina har 65–79 procent av befolkningen europeisk bakgrund, indiansk bakgrund har 17–31 procent och 2–4 procent härstammar från Afrika söder om Sahara. I Colombia varierar den del av befolkningen som härstammar från Afrika söder om Sahara mellan 1 och 89 procent, beroende på var i landet de bor. Motsvarande variation för befolkning med europeisk härstamning är 20 till 79 procent. I Peru härstammar 1 till 31 procent av befolkningen från Europa, medan endast 1 till 3 procent är av afrikansk härstamning (beroende av var i landet de bor).

### Språk

Officiella språk i Sydamerika.

Spanska och portugisiska är de vanligaste modersmålen i Sydamerika, med ungefär 200 miljoner talare vardera. Spanska är officiella språk i flertalet länder, tillsammans med en del andra inhemska språk. Portugisiska är officiella språk i Brasilien. Holländska är officiellt språk i Surinam; engelska i Guyana, där det finns åtminstone tolv andra språk som talas, inklusive portugisiska, kinesiska och karibisk hindi. Franska är det officiella språket i Franska Guyana.

## Ekonomi
Inflationen i de sydamerikanska länderna har genomgående varit hög genom åren, räntor och därmed investeringar har därför varit höga, respektive låga. Räntorna är generellt sett dubbelt så höga som räntan i USA. Till exempel har Venezuela en räntenivå på 22 procent och Surinam har omkring 23 procent.[källa behövs][när?] Argentina hade 2019 en styrränta på 72 procent. Som en jämförelse hade Sverige en styrränta på - 0,25 procent.
Det finns i nuläget två större frihandelsblock i Sydamerika, Mercosur och den Andinska gemenskapen. Man försöker också skapa en heltäckande gemenskap enligt samma mönster som EU, i form av Sydamerikanska nationernas union (UNASUR). Det finns även en utarbetad plan för en transnationell handelsorganisation som ska täcka hela Amerika, från norr till söder. Organisationen kommer förslagsvis att heta Free Trade Area of the Americas (FTAA).
Klyftorna mellan fattiga och rika i de sydamerikanska länderna är generellt väldigt stora, den rika delen av befolkningen (20 procent) äger 60 procent av tillgångarna medan de fattigaste (20 procent) får dela på 5 procent.[källa behövs][när?]
2019 ökade den extrema fattigdomen långsamt i Sydamerika. Detta berodde framför allt på utvecklingen i ett enda land, Venezuela, men även delvis på utvecklingen i andra länder som exempelvis Bolivia.

### Ekonomiskt största städer (2014)
| Rankning | Stad           | Land      | BMP i Internationella dollar (Int$)BN | Invånarantal | BMP per capita |
| -------- | -------------- | --------- | ------------------------------------- | ------------ | -------------- |
| 1        | São Paulo      | Brasilien | $430                                  | 20 847 500   | $20 650        |
| 2        | Buenos Aires   | Argentina | $315                                  | 13 381 800   | $23 606        |
| 3        | Lima           | Peru      | $176                                  | 10 674 100   | $16 530        |
| 4        | Rio de Janeiro | Brasilien | $176                                  | 12 460 200   | $14 176        |
| 5        | Santiago       | Chile     | $171                                  | 7 164 400    | $32 929        |
| 6        | Bogotá         | Colombia  | $160                                  | 9 135 800    | $17 497        |
| 7        | Brasília       | Brasilien | $141                                  | 3 976 500    | $35 689        |
| 8        | Belo Horizonte | Brasilien | $84                                   | 5 595 800    | $15 134        |
| 9        | Porto Alegre   | Brasilien | $62                                   | 4 120 900    | $15 078        |
| 10       | Campinas       | Brasilien | $59                                   | 2 854 200    | $20 759        |

### Jordbruk

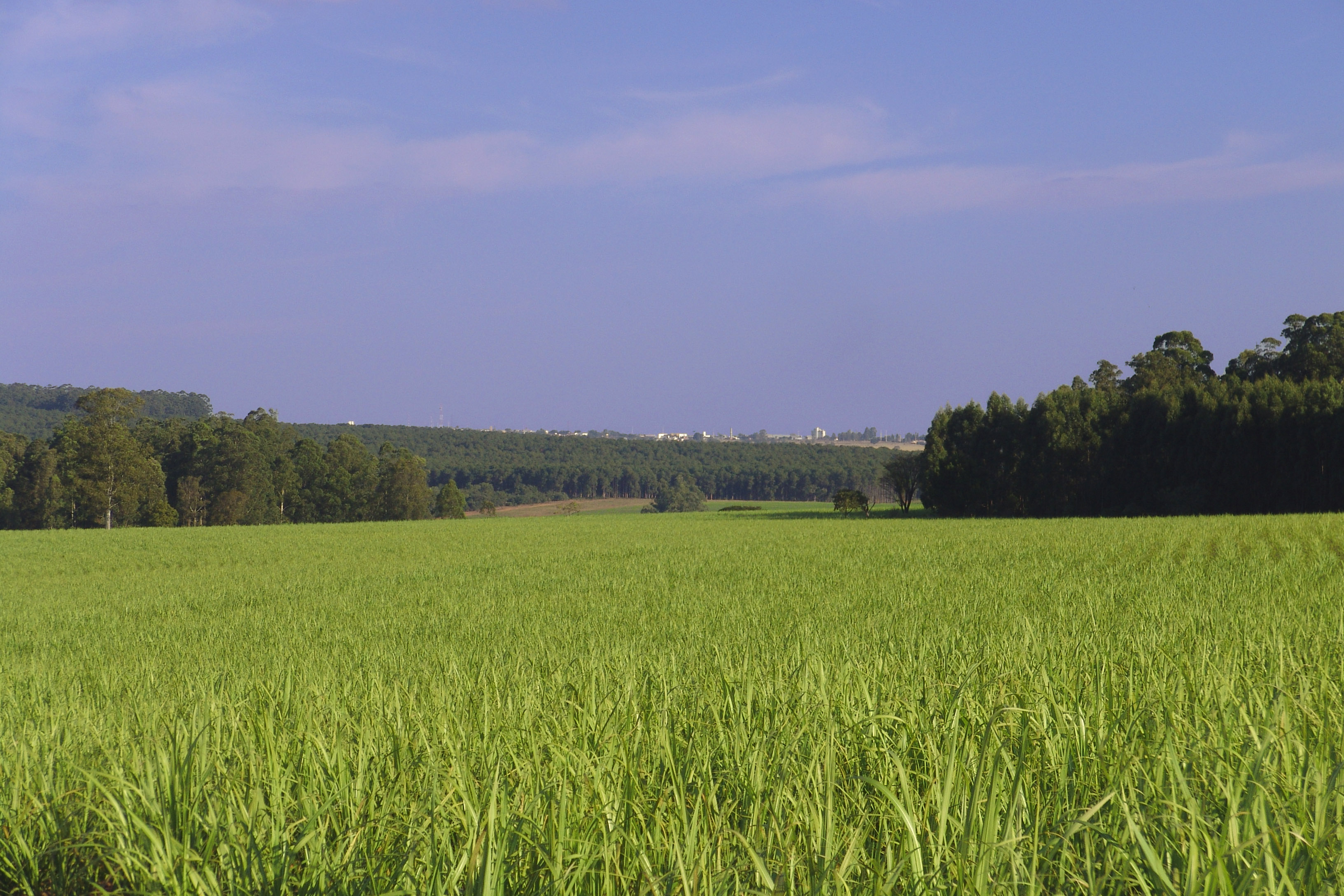
Sockerrörsplantage i Sao Paulo. År 2018 var Brasilien världens största producent med 746 miljoner ton. Sydamerika producerar hälften av världens sockerrör.

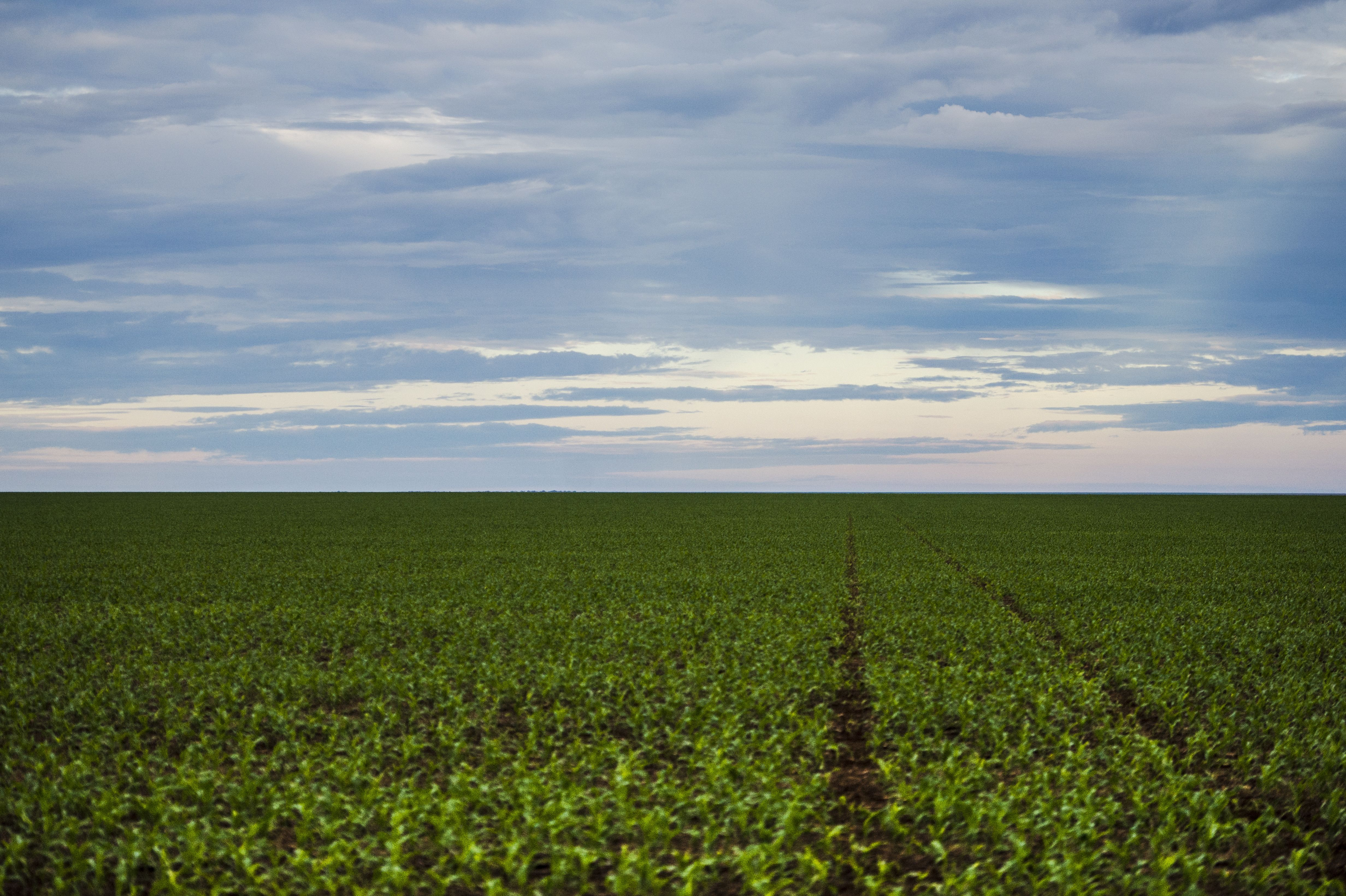
Sojaplantage i Mato Grosso. 2020 var Brasilien världens största producent med 130 miljoner ton. Sydamerika producerar hälften av världens sojabönor.

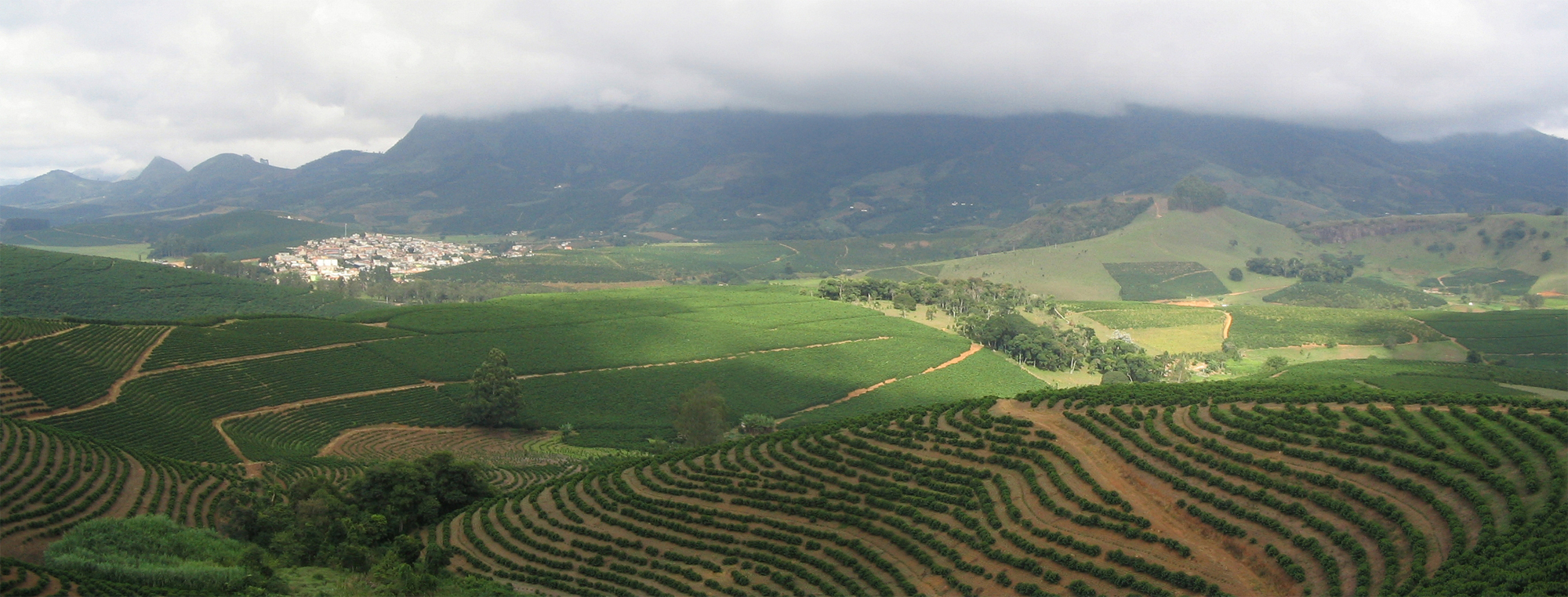
Kaffe i Minas Gerais. År 2018 var Brasilien världens största producent med 3,5 miljoner ton. Sydamerika producerar hälften av världens kaffe.

De fyra länder med det största jordbruket i Sydamerika är Brasilien, Argentina, Chile och Colombia. För närvarande:
- Brasilien är världens största producent av sockerrör, sojaböna, kaffe, apelsin,  guarana, açaí och  Paranöt; är en av de 5 största producenterna av majs, papaya, tobak,  ananas, banan,  bomull, böna, kokosnöt, vattenmelon och citron; och är en av de 10 största producenterna i världen av kakao, cashewnötter, avokado,  kaki, mango, guava, ris, sorghum och tomat;
- Argentina är en av de 5 största producenterna i världen av sojaböna, majs, solros, citron och päron, en av de tio största världsproducenterna av  korn, druvor, kronärtskocka, tobak och  bomull och en av de 15 största världsproducenterna av vete, sockerrör, sorghum och grapefrukt;
- Chile är en av världens fem bästa producenter av körsbär och tranbär och en av världens 10 bästa producenter av druva, äpple, kiwi och  persika, med fokus på export av högvärdigt frukt;
- Colombia är en av världens fem största producenter av kaffe, avokado och palmolja, och en av världens tio största producenter av sockerrör, banan och  ananas;
- Peru är en av de 5 största producenterna av avokado, blåbär, kronärtskocka och sparris, en av världens tio största producenter av kaffe, en av de 15 största producenterna i världen av potatis och  ananas, och har också en betydande produktion av druva, sockerrör, ris, banan, majs och maniok; dess jordbruk är anmärkningsvärt diversifierat;
- Jordbruk i Paraguay är för närvarande under utveckling och är för närvarande den sjätte största producenten av sojaböna i världen och går in på listan över de 20 största producenterna av majs och sockerrör.[59]

### Boskap

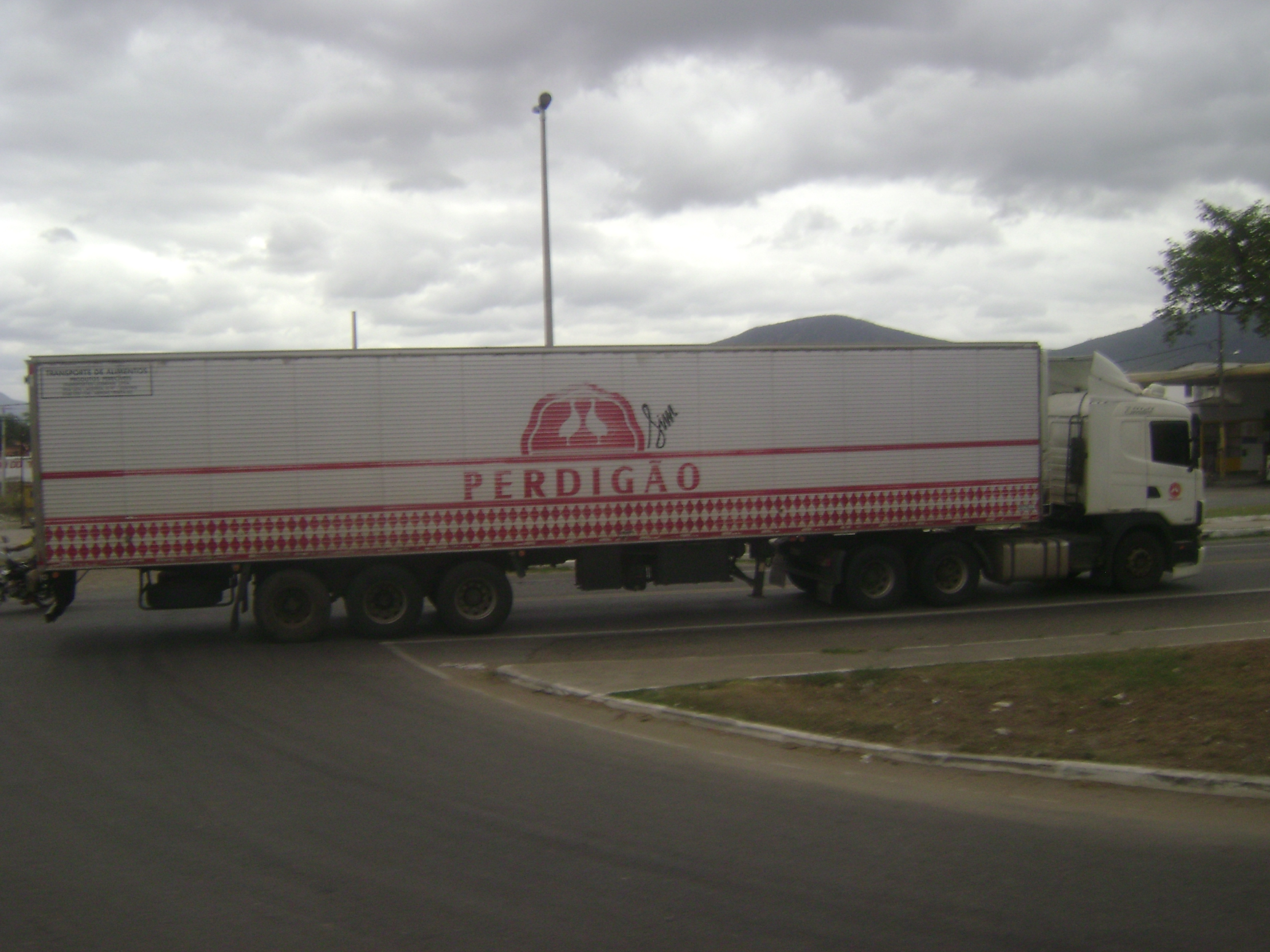
Lastbil av ett köttföretag i Brasilien. Sydamerika producerar 20% av världens nötkött och kycklingkött.

Brasilien är världens största exportör av kycklingkött: 3,77 miljoner ton år 2019. Landet är ägare till den andra besättningen av de största nötkreaturen i världen, 22,2% av världens besättning. Landet var den näst största producenten av nötkött 2019 och ansvarade för 15,4% av världsproduktionen. Det var också den tredje största producenten av mjölk i världen 2018. I år producerade landet 35,1 miljarder liter. År 2019 var Brasilien den fjärde största producenten av fläsk i världen med nästan 4 miljoner ton.
År 2018 var Argentina den fjärde största producenten av nötkött i världen med en produktion på 3 miljoner ton (bara efter USA, Brasilien och Kina). Uruguay är också en stor köttproducent. År 2018 producerade den 589 000 ton nötkött.
Vid produktionen av kycklingkött är Argentina bland de 15 största producenterna i världen och Peru och Colombia bland de 20 största. Vid produktionen av nötkött är Colombia en av de 20 största producenterna i världen. I produktionen av honung är Argentina bland de 5 största producenterna i världen och Brasilien bland de 15 största. När det gäller  komjölk är Argentina en av de 20 största producenterna i världen.

### Gruvdrift

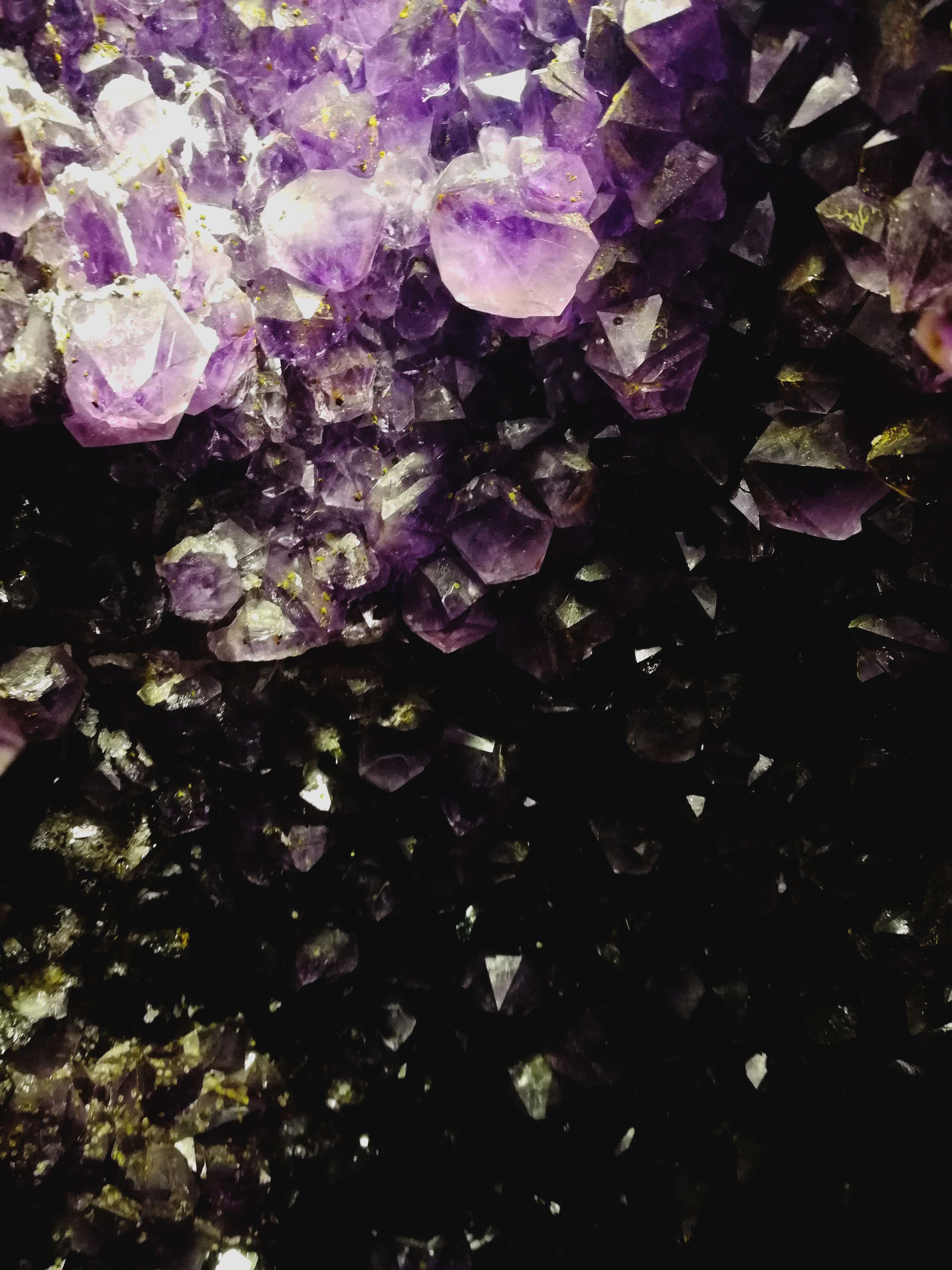
Ametistgruva i Ametista do Sul. Sydamerika är en stor producent av ädelstenar som ametist, topas, smaragd, akvamarin och turmalin.

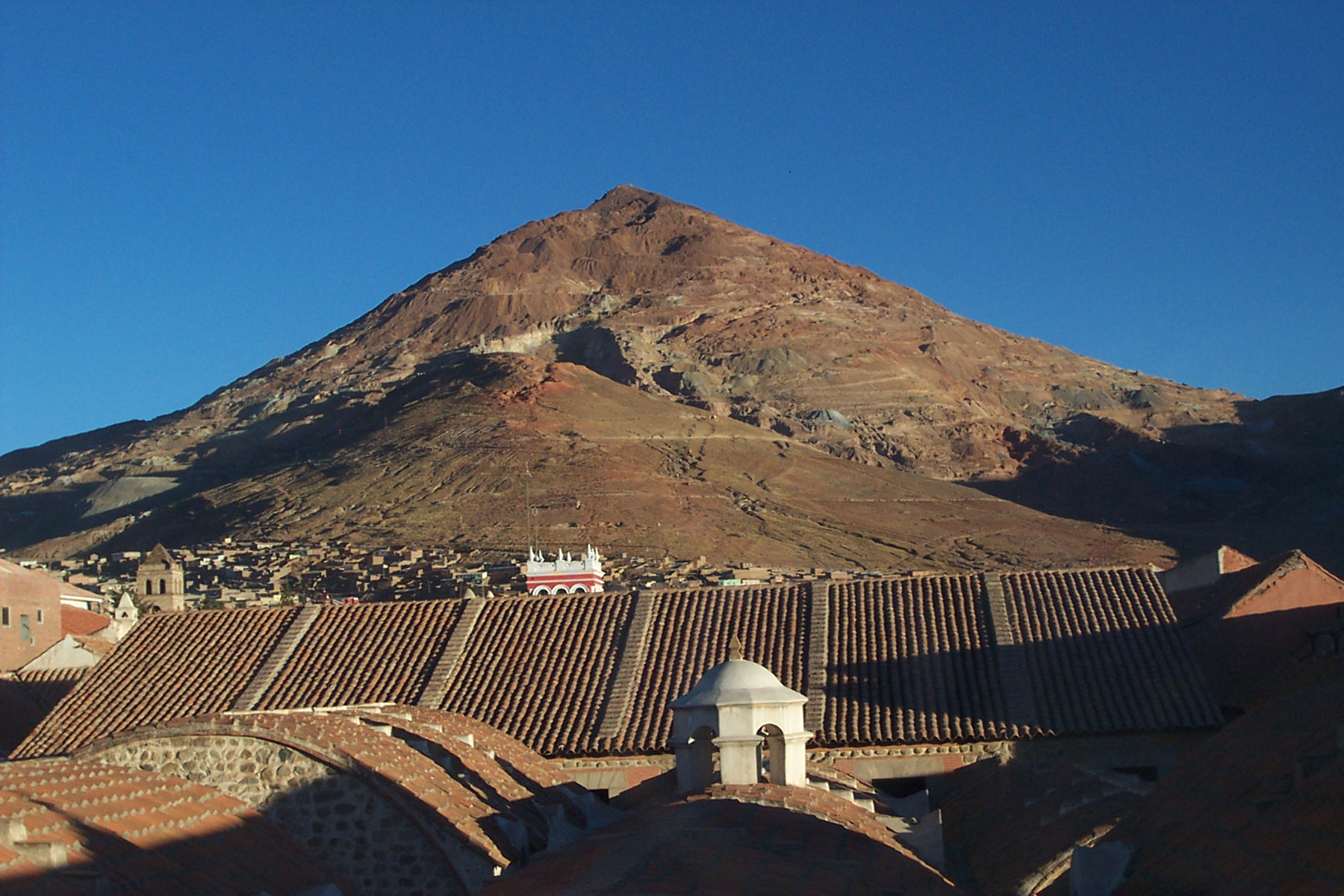
Silvergruva i Bolivia.

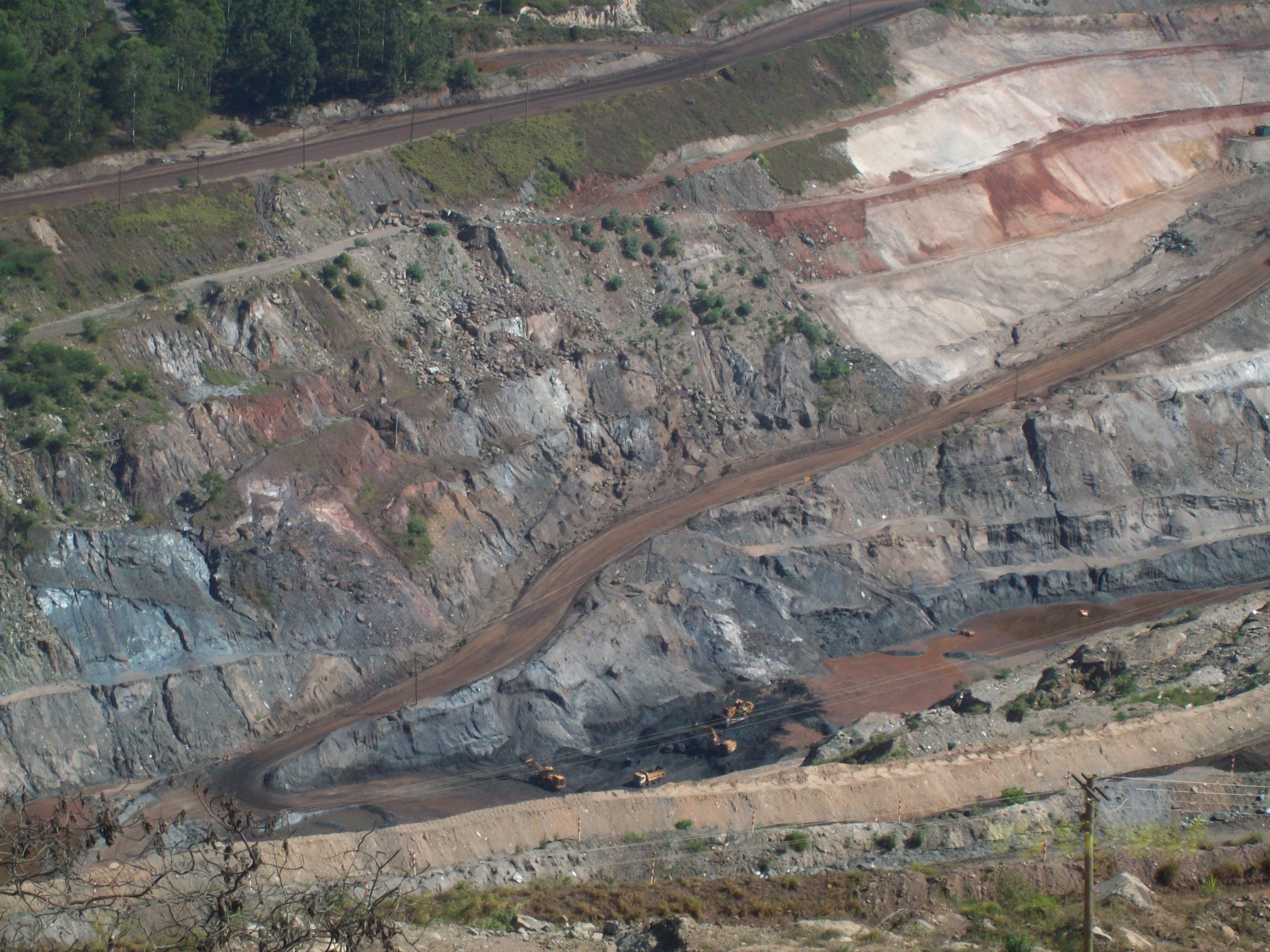
Järngruva i Minas Gerais.

Chile bidrar med cirka en tredjedel av världsproduktionen av koppar. År 2018 var Peru den näst största producenten av silver och koppar i världen och den sjätte producenten av guld (de tre metallerna som genererar mest värde), samt " är världens tredje största tillverkare av zink och tenn och fjärde av bly. Brasilien är världens näst största exportör av järnmalm, äger 98% av de kända reserverna av niob i världen och är en av världens fem bästa tillverkare av bauxit, mangan och tenn. Bolivia är världens femte största producent av tenn, den sjunde största silver producenten och den åttonde största zink producenten i världen.

### Olja och gas
Vid produktionen av petroleum var Brasilien den tionde största världsoljeproducenten 2019 med 2,8 miljoner fat/dag. På tjugoförsta plats låg Venezuela, med 877 000 fat/dag, Colombia på 22:a med 886 000 fat/dag, Ecuador på 28:e med 531 000 fat/dag och Argentina 29:e med 507 000 fat/dag. Eftersom Venezuela och Ecuador förbrukar lite olja och exporterar större delen av sin produktion, är de en del av OPEC. Venezuela noterade en kraftig nedgång i produktionen efter 2015 (där de producerade 2,5 miljoner fat/dag) och sjönk 2016 till 2,2 miljoner, 2017 till 2 miljoner, 2018 till 1,4 miljoner och 2019 till 877 000 på grund av brist på investeringar.
År 2018 var Argentinas produktion av naturgas 1524 bcf (Billion Cubic Foot, miljarder kubikfot), Venezuela 946, Brasilien 877, Bolivia 617, Peru 451, Colombia 379.

### Turism

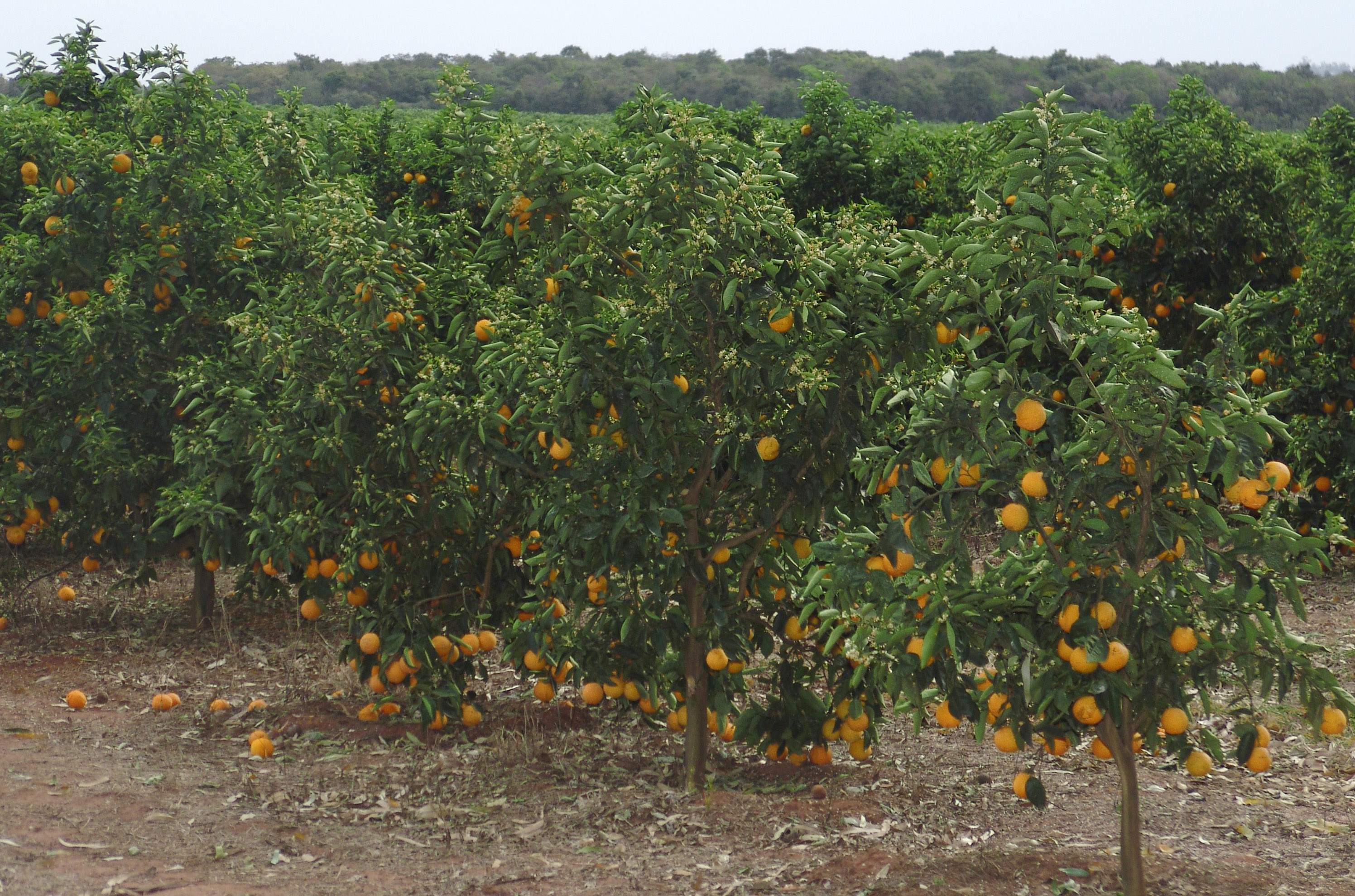
Orange i Sao Paulo. År 2018 var Brasilien världens största producent med 17 miljoner ton. Sydamerika producerar 25% av världens apelsin.

I listan över världens turistmål var Argentina det 47:e mest besökta landet 2018, med 6,9 miljoner internationella turister (och intäkter på 5,5 miljarder dollar). Brasilien var den 48:e mest besökta med 6,6 miljoner turister (och intäkter på 5,9 miljarder dollar); Chile på 53:e plats med 5,7 miljoner turister (och en inkomst på 2,9 miljarder dollar); Peru på plats  60 med 4,4 miljoner turister (och en inkomst på 3,9 miljarder dollar); Colombia 65:e med 3,8 miljoner turister (och intäkter på 5,5 miljarder dollar); Uruguay 69:e med 3,4 miljoner turister (och en inkomst på 2,3 miljarder dollar). Observera att antalet turister inte alltid återspeglar det monetära belopp som landet får från turismen. Vissa länder spelar en högre nivå av turism och får större fördelar. Turismen i Sydamerika är fortfarande inte särskilt utvecklad: i Europa till exempel får länder årliga turistvärden som 73,7 miljarder dollar (Spanien) och får 82,7 miljoner turister eller 67,3 miljarder dollar (Frankrike) som tar emot 89,4 miljoner turister. Medan Europa tog emot 710 miljoner turister 2018, Asien 347 miljoner och Nordamerika 142,2 miljoner, Sydamerika bara 37 miljoner, Centralamerika 10,8 miljoner och Karibien 25,7 miljoner.

### Industri

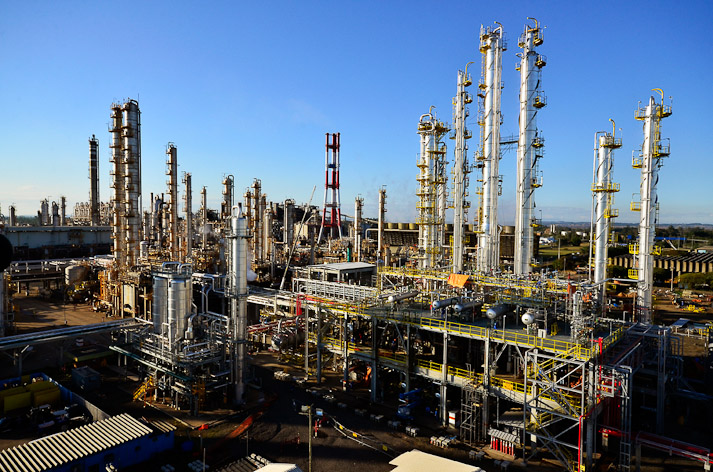
Braskem,den största brasilianska kemiska industrin.

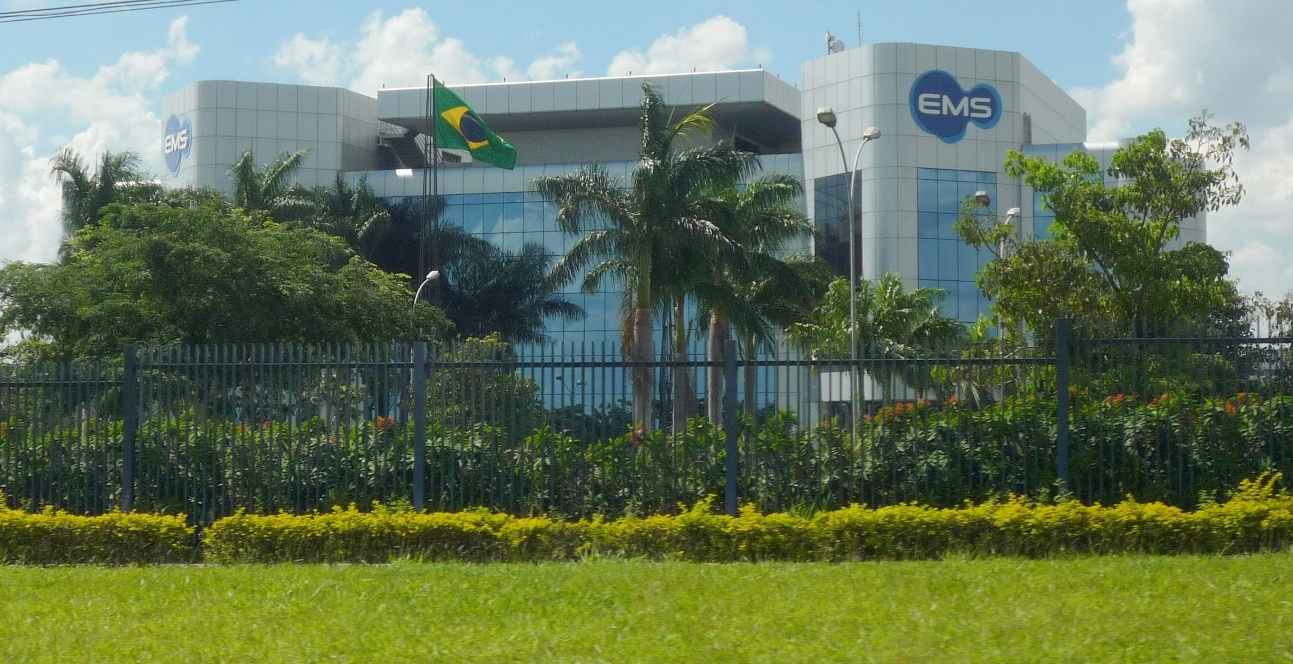
EMS, den största brasilianska läkemedelsindustrin.

Världsbanken listar de största producentländerna varje år baserat på det totala produktionsvärdet. Enligt listan från 2019 har Brasilien den trettonde mest värdefulla industrin i världen (173,6 miljarder dollar), Venezuela den trettionde (58,2 miljarder dollar, vilket beror på olja för detta värde), Argentina den 31:e största (57,7 miljarder dollar), Colombia den 46:e största (35,4 miljarder dollar), Peru den 50:e största (28,7 miljarder dollar) och Chile den 51:a största (28,3 miljarder dollar).
I Sydamerika är det få länder som får en prognos för industriell verksamhet: Brasilien, Argentina och, mindre framträdande, Chile. Från början sent fick industrialiseringen i dessa länder ett stort uppsving från andra världskriget: detta förhindrade krigande länder att köpa de produkter de använde för att importera och exportera det de producerade. Sedan kunde de dra nytta av rikliga lokala råvaror, låga löner som betalades till arbetskraften och en viss specialisering från invandrare, länder som Brasilien och Argentina, liksom Venezuela, Chile, Colombia och Peru, genomföra stora industriparker. Generellt finns det i dessa länder industrier som kräver lite kapital och enkel teknik för installationen, såsom livsmedels- och textilindustrin. Basindustrierna (stål, etc.), liksom metallurgiska och mekaniska industrier sticker också ut.
Industriparkerna i Brasilien, Argentina och Chile uppvisar dock mycket större mångfald och sofistikering och producerar avancerade tekniska föremål. I de övriga länderna i Sydamerika dominerar den primära exportförädlingsindustrin.
Brasilien är den industriella ledaren i Latinamerika. Under livsmedelsindustri var Brasilien 2019 den näst största exportören av bearbetade livsmedel i världen. 2016 var landet den andra tillverkaren av cellulosa i världen och den åttonde tillverkaren av papper. I skodon industrin rankade Brasilien fjärde bland de världsproducenter. 2019 var landet den åttonde tillverkaren av fordon och den nionde tillverkaren av stål i världen. Brasils kemisk industri rankade 8:e i världen 2018. I Textilindustri är Brasilien, även om det var bland de 5 största globala tillverkarna 2013, väldigt lite integrerat i världshandeln. Inom flygindustrin har Brasilien Embraer, den tredje största flygplanstillverkaren i världen, endast bakom Boeing och Airbus.

### Källförteckning
- Palkiewicz, Jacek. ”Source of the Amazon River identificated”. http://www.palkiewicz.com/ekspedycje/index.php?p=zrodl_amaz. Läst 12 februari 2009.(engelska)